# Општина Гура Тегиј (Бузау)
Гура Тегиј (рум. Gura Teghii) општина је у Румунији у округу Бузау.
Oпштина се налази на надморској висини од 621 m.